# Nekromanta: Sekrety nieśmiertelnego Nicholasa Flamela
Nekromanta (tytuł oryg. The Necromancer. The Secrets of the Immortal Nicholas Flamel) – czwarta z sześciu powieści fantasy irlandzkiego pisarza Michaela Scotta z serii Sekrety nieśmiertelnego Nicholasa Flamela. Jest to kontynuacja powieści Alchemik, Mag oraz Czarodziejka. Premiera w Polsce odbyła się 12 października 2011 roku.